# Camphorosma persepolitana
Camphorosma persepolitana là loài thực vật có hoa thuộc họ Dền. Loài này được Gand. mô tả khoa học đầu tiên năm 1919.